# 松尾亮一郎
松尾 亮一郎（まつお りょういちろう、1973年 - ）は、日本のアニメーションプロデューサー。株式会社CLAP代表取締役。

## 経歴
1999年にマッドハウスに制作進行として入社。最初の作品はテレビアニメ『十兵衛ちゃん -ラブリー眼帯の秘密-』で、同期の荒木哲郎と2人で現場を回した。マッドハウスの同期にはほかに、後に監督になる中村亮介や平尾隆之、スタジオ地図の齋藤優一郎などがいる。
2005年、荒木哲郎が初監督したOVA『おとぎ銃士 赤ずきん』で初プロデュース。プロデューサーとしてテレビアニメ『BLACK LAGOON』、映画『マイマイ新子と千年の魔法』などを担当した後、マッドハウスを離れる。
退社後、映画『魔女っこ姉妹のヨヨとネネ』、映画『この世界の片隅に』で制作プロデューサーを担当。『ヨヨとネネ』には監督の平尾隆之から手伝ってほしいと頼まれ、2011年から2013年まで参加した。MAPPA制作の『この世界の片隅に』には元マッドハウスの社長で当時MAPPA会長だった丸山正雄に誘われてフリーランスで参加している。
2016年、アニメ制作スタジオCLAPを立ち上げる。
劇場アニメ『映画大好きポンポさん』でプロデューサーを務め、アニメーション制作を自身が代表取締役を務めるCLAPが担当した。

## 作品一覧

### テレビアニメ
1999年
- 十兵衛ちゃん -ラブリー眼帯の秘密- - 制作進行

2006年
- BLACK LAGOON - 制作プロデューサー

### 劇場アニメ
2009年
- マイマイ新子と千年の魔法 - 制作プロデューサー

2013年
- 魔女っこ姉妹のヨヨとネネ - 制作プロデューサー

2016年
- この世界の片隅に - 制作プロデューサー

2021年
- 映画大好きポンポさん - 制作プロデューサー

### OVA
2005年
- おとぎ銃士 赤ずきん - 制作プロデューサー